# Baldwin Peak
Der Baldwin Peak ist ein 2100 m hoher Berg im Grahamland im Norden der Antarktischen Halbinsel. Er ragt zwischen dem Lilienthal-Gletscher im Norden und Mount Berry im Süden auf.
Luftaufnahmen entstanden während der Falkland Islands and Dependencies Aerial Survey Expedition (FIDASE, 1956–1957), die der Falkland Islands Dependencies Survey für die Kartierung verwendete. Das UK Antarctic Place-Names Committee benannte den Berg nach dem US-amerikanischen Flugpionier Thomas Scott Baldwin (1860–1923), der ein Ventil zur Flugkontrolle bei Fallschirmen entwickelte.